# Plutodes concinna
Plutodes concinna là một loài bướm đêm trong họ Geometridae.